# Ateneo de Salto
El Ateneo de Salto es un centro de cultura ubicado en la calle Artigas 529 en Salto. Que surgió de un movimiento cultural el 8 de enero de 1889. Ha ofrecido desde sus inicios actos literarios y artísticos de gran importancia. El arte y la literatura merecieron en todo momento gran apoyo a un centro que ha hecho honor a su tradición y ocupa un sitio de preferencia entre los exponentes culturales salteños. El edificio actual fue abierto el 19 de abril de 1895.

## Historia
Surge de un movimiento de intelectuales al inicio del año 1889, un 8 de enero. Ese día se distribuyeron invitaciones para una reunión a celebrarse el 9 del mismo mes y año en el local de la Biblioteca Popular.
Fueron invitados Diego Martínez, Manuel Bernardez, Eduardo Forteza, Heraclio Jaureche, Ignacio Real y Juan Bernassa y Jerez. Más tarde se unieron al grupo los doctores Anselmo Dupont, Daniel Granada, Santos Errandonea, Carlos Bica, Emilio Urtizberea y Aquiles Brígnole.
La idea era establecer un centro de pensamiento y labor, donde se elaborara el porvenir mental del norte uruguayo.
El movimiento alcanzó su meta el Ateneo.
Luego de buscar un local donde instalar provisoriamente la institución se decidieron por el edificio que ocupaba en aquel entonces el Correo y la Administración de Rentas.

### Donación del terreno
Ricardo Williams donó una parcela de terreno, contigua a la Inspección de Instrucción Primaria.
En el lugar donde fue construido luego el actual edificio.

### Inauguración del edificio
Se realizó el 19 de abril de 1895.

### Colaboradores
La cooperación de la "Liga Patriótica de Enseñanza" fue lo que hizo posible que se realizara, pues aportó $ 1.800 al fusionarse con el Ateneo. También "Tiro y Gimnasio Salteño" que al disolverse le donó sus inmuebles y útiles. Hubo apoyo de varias fiestas literarias efectuadas en el Teatro Larrañaga. 
La inauguración del edificio social convocó a una fiesta en la que contribuyeron "Ecos del Progreso" y los señores Camilo Williams, Manuel Devincenzi, Atilio Brígnole, Manuel Bernárdez y Diego Martínez que la celebraron con su prosa y sus versos.
El cónsul argentino Alfredo Ambrosoni consiguió un aporte de 3000 volúmenes, sillas, mesas, etc. para la Biblioteca. También propuso como bibliotecaria a Felisa Lisasola, quién trabajó durante alrededor de veintiún años en esa tarea. En su libro Meditación Felisa le dedica en la página 82 un poema al Ateneo:
EL ATENEO DE SALTO
¡Cómo te veo hermoso, lleno de laureles
Tras de los cristales de mi fantasía...
Tú eres el alcázar rojo de claveles
Que vieron mis sueños en Alejandría!
Por tus amplias naves, aún para Minerva
Luchadora y fuerte; aún Apolo canta,
Y es este el Parnaso donde Urania observa
Cuando por Oriente el Sol se levanta.
En el mundo entero, todas las naciones
Guardaron sus joyas en esa gran nave...
De hidalgas estirpes quedan los blasones
Firmes y seguros, sin ninguna llave.
¡Como te veo hermoso, lleno de laureles
Tras de los cristales de mi amor profundo!
Porque en ti comprendo que hay frutos y mieles
Que dan su dulzura para todo el mundo.
Todos los amores y todas las ciencias
Bajo tu bandera de pureza Santa
Abren sus portales a toda existencia
Que quiera a su sombra, reposar la planta.
¡Cómo te veo hermoso, lleno de guirnaldas
Tras de los cristales de mi fantasía,
De tus ventanales se ve la esmeralda
Que llena los campos de la tierra mía!
De tus ventanales se ve el ancho río
Que une nuestra tierra con la tierra hermana
Y el techo rojizo de los caseríos
Que entre la arboleda, son flores de grana.
...................................................................
...................................................................
Deponed la hora de vuestro abandono
A la sombra augusta de tan regia palma,
Que descansa el cuerpo en mullido trono
Cuando el trono noble, se acomoda el alma.

### Comisiones Directivas
La primera comisión estuvo integrada por el Dr. Manuel José Devincenzi como presidente, Eduardo D. Forteza como vicepresidente, Diego Martíenez como secretario, Camilo Williams como tesorero y Carlos Bica en calidad de secretario.
Otra comisión estuvo integrada por: Pigurina, Casimiro Silva, José A. Varela y Carlos Bilbao (esta comisión fue la que entregó el cargo de Bibliotecaria a Felisa Lisasola propuesta por Alfredo Ambrosoni.)

### Declarado Monumento Histórico de Salto
El 22 de noviembre de 1989 mediante la Resolución / Ley - MHN 412/989 del Ministerio de Educación y Cultura de Uruguay, Comisión del Patrimonio Cultural de la Naciónse ubica a este edificio entre los bienes protegidos por Ley 14.040 de Monumento Histórico Nacional (Uruguay)  en el archivo de Salto en la página 4. 

## Características
El edificio utiliza el espacio integrando platea y escenario, tipológicamente similar a otros ateneos construidos en la época, como el de Montevideo.
Su fachada es ecléctica con un manejo de órdenes clásicos. El orden central destaca un amplio balcón debajo del cual se sitúa el acceso. La articulación entre la planta baja y el nivel superior se resuelve con la transformación de las pilastras geminadas de la planta baja a columnas geminadas en el primer piso. En la ornamentación aparecen símbolos que hacen referencia a las artes y a la música.
El acceso al edificio se realiza a través de un vestíbulo que antecede a la lógica organización de la sala en donde dos escaleras simétricas posibilitan la conexión con la galería superior.
Atrae en el interior, el escenario, ya que la posibilita una relación escenario público mucho más dinámica que en un teatro. 
En el perímetro se observa una galería un poco más elevada que la platea, separada de la misma por columnas de hierro que sostienen el balcón superior, que recorre todo el espacio hasta detrás del escenario.
El cielorraso fue pintado por los hermanos Eriberto y Edmundo Prati en el año 1911, conteniendo alegorías y escenas relacionadas con la mitología griega. 
Sobre el escenario se observan cuatro pinturas, anteriores a las de los hermanos Prati, que a modo de balcones muestran escenas del antiguo Egipto. 
Completan el espacio el mobiliario, así como los bustos de personajes célebres del saber y la cultura ubicados en las dos galerías. 4
También hay un piano de cola sobre el escenario, cuenta con 250 butacas.
El Ateneo de Salto, fue representativo del pensamiento iluminista y moderno, sintetiza las aspiraciones de su lema: “ARS ET LABOR”. Es importante para la audición de música de cámara.
El edificio fue decayendo paulatinamente hasta ser necesarias reparaciones que se realizan entre 1929 y 1930.
El 14 de setiembre de 2012 se reabrió a todo público luego de algunos años que no estuvo habilitado. Se le realizó una restauración total. En esta refacción fueron prioridades  ciertas reformas en el cielorraso, el techo y la fachada debido a que estaban muy deteriorados. La tarea fue enderezar todo el techo y nivelarlo, pues con el paso de los años y la falta de mantenimiento la cubierta estaba desalineada.
Se mejoró la fachada, se impermeabilizó la azotea ubicada sobre la primera sala. Se reconstruyó en yeso el cielorraso en los anillos de la planta baja y planta alta.
Se mejoraron los pisos de madera, realizándose un pulido total y se trabajó en la carpintería refaccionando aberturas y celosías.
Dentro del edificio se contrató una restauradora para reproducir la pintura original de las columnas interiores, frontones, encuadres y motivos del escenario. Se reformaron los baños que constan hoy de cuatro gabinetes para el público y uno de servicio. Se diagramó un nuevo sistema de iluminación con carácter escenográfico. Se agregó luminaria y se hizo un estudio lumínico para la fachada. Se cableó la instalación eléctrica porque estaba en mal estado.
En el día de la reapertura se realizó una actividad cultural con intervención de los niños que ganaron el concurso promovido por la Asociación Marosa Di Giorgio quienes realizaron la lectura de sus cuentos.
El acto inaugural se inició fuera del edificio con una reseña historia sobre los inicios del Ateneo. A continuación el intendente junto a integrantes de la Comisión Departamental del Patrimonio Histórico de Salto realizaron el corte de cinta para ingresar al edificio. Cerrando el acto el coro interpretó varias canciones bajo la dirección de la Prof. Andrea Iglesias.

## Actividades
El Ateneo ha ofrecido una serie de actos literarios y artísticos de verdaderos méritos. El arte y la literatura han merecido en todo momento el culto fervoroso de un centro que hecho honor a su tradición y al sitial que ocupa entre los exponentes culturales salteños.
Con la Hora Literaria el ateneo fue central para toda la vida social y en él se formaron para luego independizarse la Asociación Estudiantil, el Costurero Escolar, la Sociedad de Maestros, el Centro de Periodistas, la Sociedad Patriótica, la Escuela de Bellas Artes.
También fue lugar para la música de cámara, actuaron destacados intérpretes de fama internacional. 
Aquí funcionó también la prestigiosa “Biblioteca Popular”.
El 19 de abril de 1891 se destacó la participación del profesor Marciano Diez Plaza en una actividad a beneficio del Hospital de Caridad.
En 1912 el Ateneo realizó un certamen  literario artístico e histórico muy importante para la República. En ese certamen se premió una interesantísima historia de Salto, obra de los doctores J. M. Fernández Saldaña y César Miranda.
El jueves 9 de mayo de 2013 se presentó el libro "A mi me aplauden” la historia de China Zorrilla, del escritor Diego Fischer, con la presencia del autor, el evento estuvo organizado por Diario El Pueblo. p
El viernes 3 de diciembre de 2021 se presentó el libro "Conocerme me hizo libre" de Julio Boffano con la participación de académicos de la ciudad y música en vivo.

## Galería

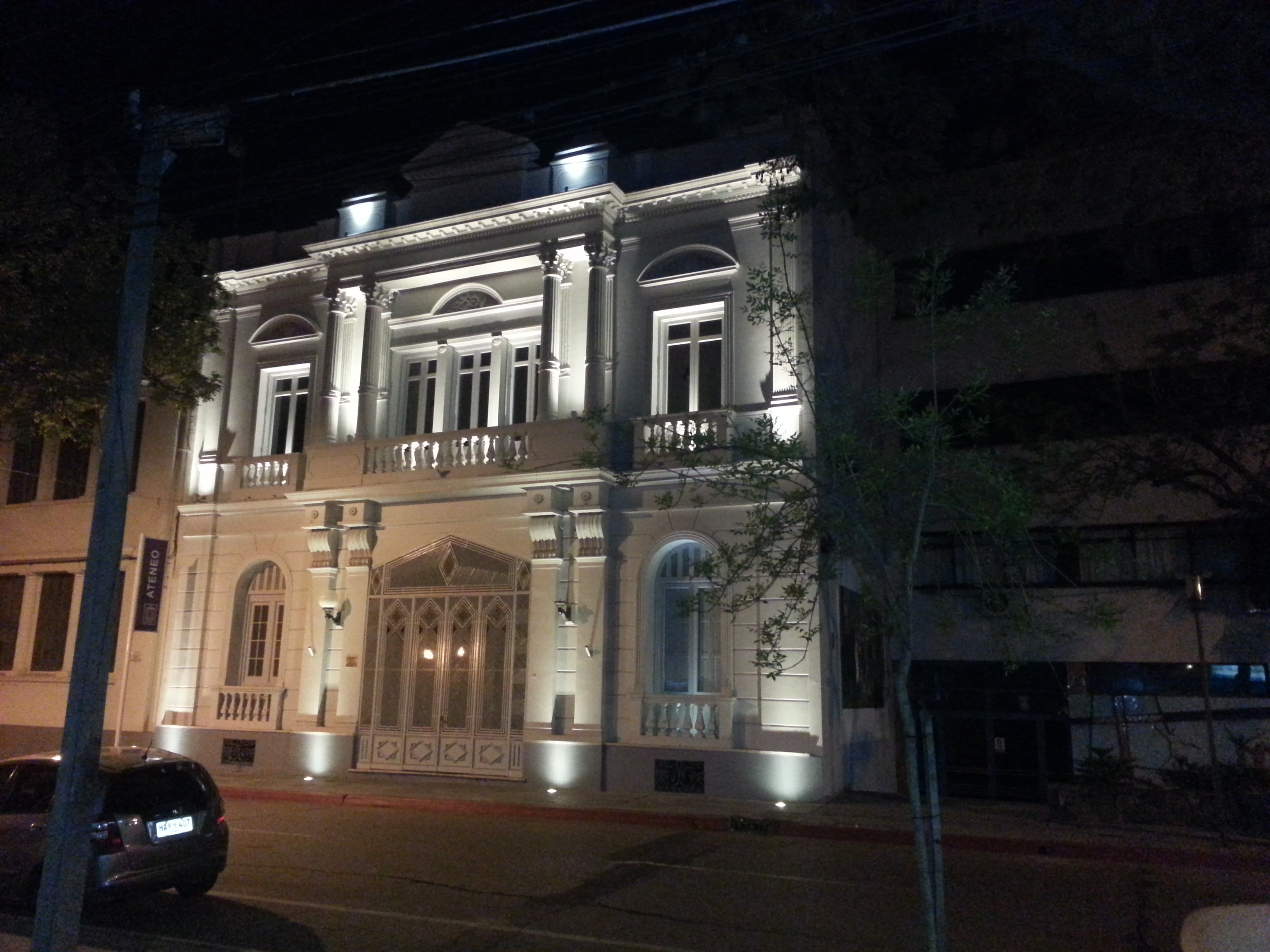
Ateneo de Salto en 2013.
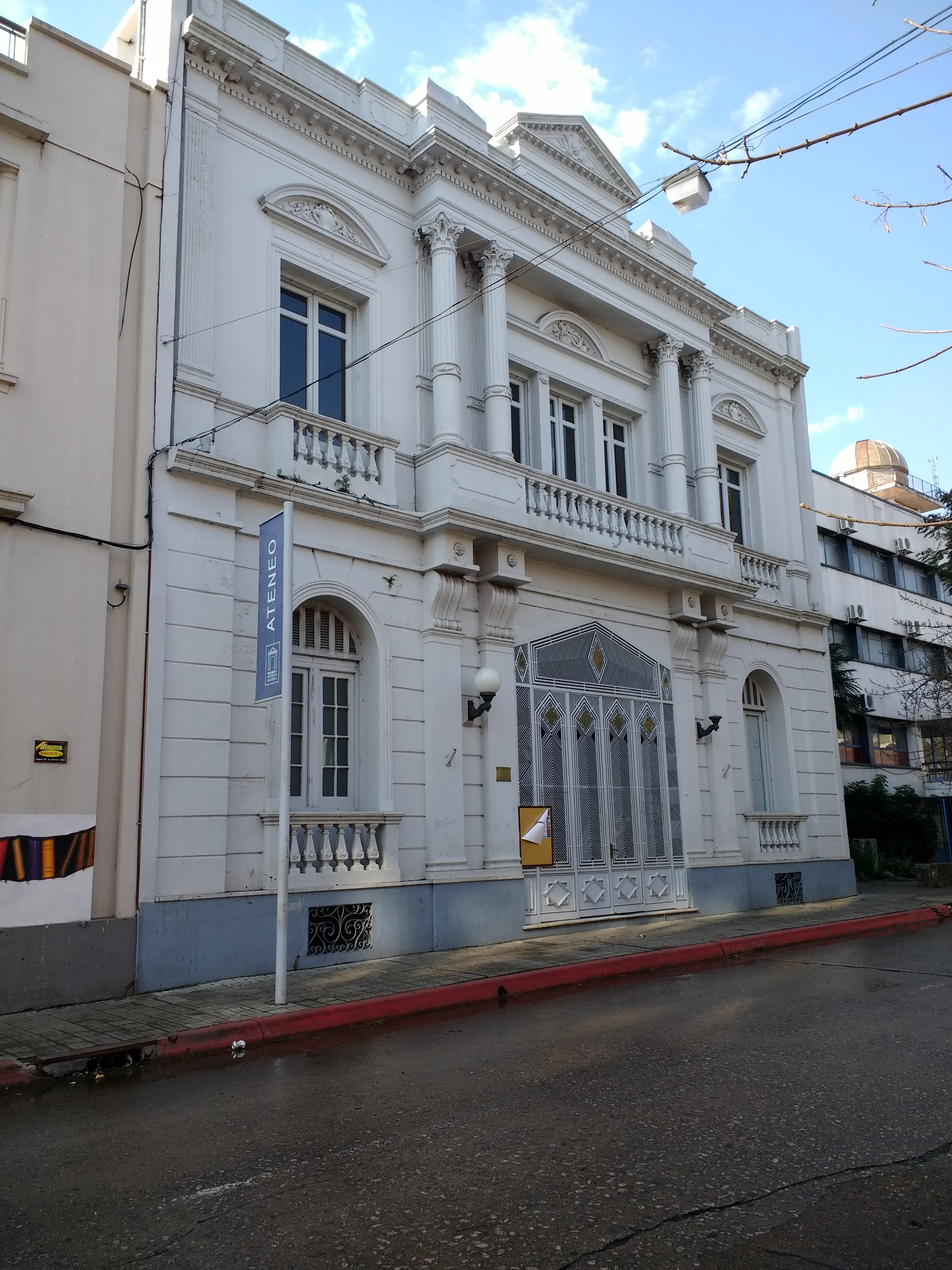
Ateneo de Salto en 2017.